# Freakonomics (filme)
Freakonomics é um filme documentário dirigido e estrelado pelos criadores do livro Freakonomics Steven Levitt e Stephen J. Dubner conversando sobre fatos do livro.

## Sinopse
Steven Levitt e Stephen J. Dubner conversam sobre fatos que aconteceram no livro neste documentário.

## Elenco
- Steven Levitt....como ele mesmo
- Stephen J. Dubner....como ele mesmo